# ユニオン・チャーチ

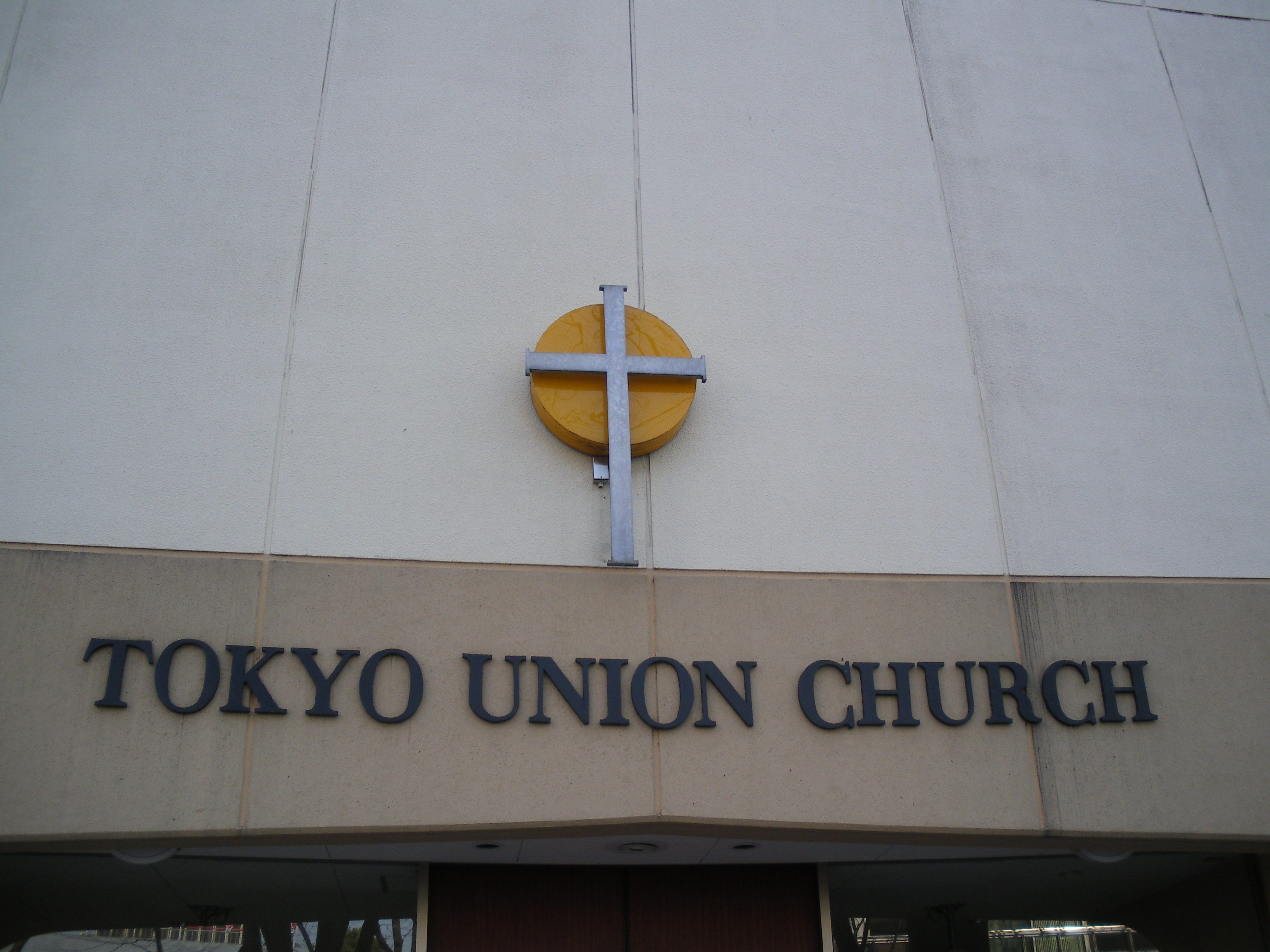
東京ユニオン・チャーチ

ユニオン・チャーチ（Union Churches）は、キリスト教の異なった教派が時刻を違えて、礼拝、集会のために共同で使用する同一の教会堂のこと。あるいは、特定の国籍にとらわれない、在日外国人のプロテスタントが日本語以外の外国語による合同礼拝を行う超教派教会のこと。
1857年に米国の初代総領事で聖公会会員のタウンゼント・ハリスとオランダ改革派教会会員のヘンリー・ヒュースケンが将軍謁見の途中で11月29日に聖公会の祈祷書により早天祈祷会を持ったのが、日本最初のプロテスタントの外国人による合同礼拝である。
1859年以降、J・C・ヘボンらは神奈川の成仏寺で合同礼拝をおこなった。1860年代には東京、神奈川、横浜の英国公使館、米国公使館で合同礼拝が行われ、1862年には横浜と長崎居留地にイギリス教会が設立された。

## 主な教会
- 横浜ユニオン・チャーチ - 1866年以降行われた合同礼拝が1871 - 1872年に教会として組織された。
- 東京ユニオン・チャーチ - 1872年7月に礼拝堂の献堂式が行われた。
- 神戸ユニオン・チャーチ - 1872年に組織された。
- 軽井沢ユニオン・チャーチ - 1897年に組織された。